# Пархам Магсудлу
Пархам Магсудлу (перс. ‎پرهام مقصودلو, 11 серпня 2000) — іранський шахіст, гросмейстер (2016), чемпіон Ірану (2017), чемпіон світу серед юніорів (2018).
Народився в Ґонбад-е-Кабусі, провінція Голестан.
Його рейтинг станом на серпень 2022 року — 2701 (37-ге місце у світі, 1-ше — серед шахістів Ірану).

## Зміни рейтингу
| На цьому місці має відображатися графік чи діаграма, однак з технічних причин його відображення наразі вимкнено. Будь ласка, не видаляйте код, який викликає це повідомлення. Розробники вже працюють для того, щоби відновити штатне функціонування цього графіка або діаграми. | |
| | На цьому місці має відображатися графік чи діаграма, однак з технічних причин його відображення наразі вимкнено. Будь ласка, не видаляйте код, який викликає це повідомлення. Розробники вже працюють для того, щоби відновити штатне функціонування цього графіка або діаграми. |